# Marina Miranda
Marina Miranda (Paraíba do Sul, 30 de setembro de 1930 — Rio de Janeiro, 20 de setembro de 2021) foi uma humorista e atriz brasileira. Conhecida pelos papéis cômicos que a marcaram em programas humorísticos, como a Crioula Difícil, Dona Mandala e Dona Charanga (estas duas últimas em programas de Chico Anysio), e pela dupla que formou com Tião Macalé durante anos na televisão.  Marina fazia parte do cenário artístico brasileiro desde 1971, quando participou do filme Os Caras de Pau.

## Biografia
Em 2005, enfrentando um possível despejo de seu apartamento no Rio de Janeiro, por inadimplência de condomínio, ela foi contar seu drama no programa de Sônia Abrão. Lá, Marina comoveu diretores da novela Prova de Amor, que a convidaram para atuar no folhetim da Record.
Em 2010, a atriz foi agraciada com o "Troféu Raça Negra 2010" pelo sua contribuição à cultura do país. O evento solene ocorreu na Sala São Paulo, uma das mais modernas e luxuosas da América Latina 
| “ | Esse prêmio tem grande valor pra mim. É a primeira vez que ganho um troféu. | ” |

Morte
Morreu no dia 20 de setembro de 2021, dez dias antes de seu aniversário de 91 anos, vítima de infecção urinária e doença pulmonar. Sofria da doença de Alzheimer e acumulação compulsiva.

## Filmografia

### Televisão
| Ano     | Título                            | Papel                             | Emissora    |
| ------- | --------------------------------- | --------------------------------- | ----------- |
| 1961-63 | Noites Cariocas                   | Brigitte                          | TV Rio      |
| 1963-64 | O Riso É o Limite                 | Vários Personagens                | TV Rio      |
| 1968-71 | Balança Mas Não Cai               | Vários Personagens                | Rede Globo  |
| 1977    | Dona Xepa                         | Cleonice                          | Rede Globo  |
| 1978    | Dancin' Days,                     | Divige                            | Rede Globo  |
| 1979-87 | Os Trapalhões                     |                                   | Rede Globo  |
| 1983    | Caso Especial                     | Matilde (episódio: Alice & Alice) | Rede Globo  |
| 1983    | A Festa É Nossa                   | Noiva                             | Rede Globo  |
| 1984    | Vereda Tropical                   | Dirce                             | Rede Globo  |
| 1985    | Tenda dos Milagres                | Nhá Esperança                     | Rede Globo  |
| 1985    | A Gata Comeu                      | Nair                              | Rede Globo  |
| 1987    | Mandala                           | Conceição                         | Rede Globo  |
| 1988    | Bebê a Bordo                      | Babá                              | Rede Globo  |
| 1991    | O Dono do Mundo                   | Zuleika                           | Rede Globo  |
| 1992–93 | Escolinha do Professor Raimundo   | Dona Mandala / Dona Charanga      | Rede Globo  |
| 1992–94 | Os Trapalhões                     | Vários Personagens                | Rede Globo  |
| 1999    | Mulher                            | Rita (Ep. "Pai de Família")       | Rede Globo  |
| 2000    | Zorra Total                       | Dona Charanga                     | Rede Globo  |
| 2001    | Escolinha do Professor Raimundo   | Dona Charanga                     | Rede Globo  |
| 2005    | Prova de Amor                     | Vó Zita                           | Rede Record |
| 2007    | Caminhos do Coração               | Marisa Gama                       | Rede Record |
| 2008    | Os Mutantes - Caminhos do Coração | Marisa Gama                       | Rede Record |
| 2009    | Promessas de Amor                 | Marisa Gama                       | Rede Record |
| 2010    | Balada, Baladão                   | Dona Rogéria                      | Rede Record |

### No cinema
| Ano  | Titulo                   | Personagem |
| ---- | ------------------------ | ---------- |
| 1971 | Ipanema Toda Nua         | Prostituta |
| 1971 | Os Caras de Pau          | [ 11 ]     |
| 1961 | Entre Mulheres e Espiões | [ 12 ]     |